# Richard Lynn
Pour les articles homonymes, voir Lynn.
Ne doit pas être confondu avec James Flynn.
Richard Lynn, né le 20 février 1930 et mort le 17 juillet 2023, est un psychologue britannique, ancien professeur des universités à l'université d'Ulster. Essayiste controversé, il est connu pour ses vues racialistes. Il considère que les différences d'intelligence (mesurée par le QI) supposées entre les sexes et les races auraient majoritairement des causes génétiques et non pas environnementales.
Il fait partie des 52 scientifiques signataires de l'article Mainstream Science on Intelligence publié dans le Wall Street Journal et la revue Intelligence.
Lynn est aussi connu pour ses positions eugénistes et soutient que les sociétés occidentales actuelles seraient dysgéniques. En 2018, l'université d'Ulster lui retire son titre de professeur émérite en raison de ses activités et de ses thèses jugées racistes et sexistes. Le Southern Poverty Law Center le décrit comme un suprémaciste blanc.

## Biographie
Il est docteur en psychologie de l'université de Cambridge et ex-professeur émérite à l'université d'Ulster et membre de l'institut de recherches de psychologie et d'économie à Dublin. Selon ResearchGate, Richard Lynn a publié plus de 500 articles scientifiques dans des revues à comité de lecture et totalise plus de 11 000 citations.
Il contribue aux revues Personality and Individual Differences et Intelligence, et est également membre de l'organisation suprémaciste blanche et eugéniste Pioneer Fund (qui a financé ses recherches) et de sa publication le Mankind Quarterly.

## Études

### Différences nationales d'intelligence
Richard Lynn a rédigé de nombreuses publications concernant races et supposées différences nationales d'intelligence. À la fin des années 1970, Lynn écrit que les Asiatiques du nord-est auraient un quotient intellectuel moyen (QI) plus élevé que les Européens et que les Européens auraient un QI moyen plus élevé que les Africains subsahariens. En 1990, il avance que l'effet Flynn — l'augmentation progressive des scores de QI observés dans le monde entier depuis les années 1930 — pourrait s'expliquer par une meilleure nutrition. Dans IQ and the Wealth of Nations puis un second livre coécrit avec Tatu Vanhanen, il fait valoir que les différences dans les indices de développement entre les différents pays seraient en partie causées par le QI moyen de leurs citoyens.
Lynn a également proposé une « théorie des hivers froids » de l'évolution de l'intelligence humaine, qui postule que l'intelligence aurait évolué à un degré supérieur en tant qu'adaptation évolutive à des environnements plus froids. Selon cette théorie, les environnements froids exerceraient une pression sélective sur l'intelligence supérieure, car ils présenteraient des exigences cognitives que l'on ne retrouverait pas dans des environnements plus chauds, telles que la nécessité de trouver des moyens de rester au chaud et le stockage de nourriture pour l'hiver. James Flynn a critiqué cette théorie comme étant incompatible avec la distribution mondiale des scores de QI. Si la théorie était correcte, les Singapouriens, originaires principalement de la province méridionale du Guangdong en Chine, posséderaient un QI moyen inférieur à celui des habitants de la Chine continentale, alors que l'inverse est vrai. Le psychologue Scott A. McGreal, écrivant pour Psychology Today, l'a décrite comme une histoire juste comme ça (a just-so story), disant que la théorie ne tient pas compte des défis propres aux environnements chauds et n'explique pas non plus pourquoi les hominidés qui ont évolué pendant des millions d'années dans des environnements plus froids (tels que les Néandertal et l'Homo erectus) n’ont pas développé une intelligence similaire.
Earl Hunt et Werner Wittmann (2006) ont remis en question la validité de leurs méthodes de recherche et pointé du doigt la qualité incohérente des données disponibles utilisées par Lynn et Vanhanen dans leur analyse. Réexaminant la corrélation entre la compétence cognitive d'une population nationale et la prospérité économique de cette nation, Hunt et Wittmann déclarent que sur ce point, malgré les faiblesses de plusieurs de leurs données, la conclusion empirique de Lynn et Vanhanen était correcte, mais remettent en question l'explication simple que le QI moyen des citoyens d'un pays constitue la source de sa richesse nationale et soutiennent que la relation est plus complexe. Leur conclusion parle ainsi d'une corrélation robuste à l'interprétation ambiguë.
Rebecca Sear a soutenu que les données mobilisées par Lynn et Vanhanen contiennent les failles. Ainsi, elle avance que leur base de données « ne fournit pas de mesures comparables, précises et impartiales des capacités cognitives à l'échelle mondiale, et ne devrait pas être utilisée pour tirer des conclusions sur les variations globales de l'intelligence ».

### Théorie du développement des différences sexuelles dans l'intelligence
La théorie du développement des différences sexuelles dans l'intelligence (DT-SDI) énoncée par Richard Lynn en 1994 puis mise à jour en 2017, sur la base des volumes cérébraux moyens plus élevés des hommes et de la maturation prématurée chez les femmes, prédit un avantage intellectuel pour les femmes (ou des différences sexuelles nulles) au début de l'adolescence, mais un avantage pour les hommes à la fin de l'adolescence,. Étant donné que les différences individuelles de volume cérébral sont en corrélation avec les différences d'intelligence, les hommes adultes devraient afficher en moyenne des scores d'intelligence plus élevés.
En réponse aux conclusions de Lynn en 2002, les chercheurs Roberto Colom et Oscar Garcia Lopez ont proposé que le facteur g soit la variance des corrélations entre plusieurs tests de QI et non pas la somme des résultats des groupes comme Lynn l'a fait dans ses études. En mesurant la variance dans l'étude de Colom portant sur 4 072 diplômés de l'école secondaire, ils ont trouvé que les filles surpassaient les garçons sur les aptitudes mentales inductives primaires, que les garçons dominaient sur les tests des matrices progressives de Raven, et n'ont trouvé aucune différence dans le test Culture Fair de Cattell ; ils ont donc conclu qu'il n'y avait pas de différence en intelligence générale.
Mis à part les tests de QI traditionnels, les chercheurs ont également utilisé d'autres tests qui explorent plus la théorie Cattell-Horn-Caroll de l'intelligence en ce qui concerne l'égalité des sexes. La conclusion d'une étude menée par Timothy Keith en 2008 a confirmé la théorie de Lynn d'après laquelle les hommes se développent plus lentement, mais n'a pas pu reproduire les résultats que les hommes, après 16 ans, devraient avoir un facteur g plus élevé. Le chercheur principal, Timothy Keith, suggère que des chercheurs passés, comme Lynn, avaient utilisé des données pour calculer le facteur g qui ne sont pas précises, car les théories les plus intelligentes définissent le facteur g comme une variable latente et non discernable,.
Une étude menée par James R. Flynn et Lilia Rossi-Case (2011) a permis de constater que les hommes et les femmes ont obtenu des scores de QI à peu près égaux sur les matrices progressives de Raven sans ainsi fournir de preuves d'une théorie du développement des différences sexuelles dans l'intelligence générale.
Le psychologue et psychométricien Steve Blinkhorn a publié une critique dans la revue Nature contre Richard Lynn et Paul Irwing sur leur méta-analyse des différences entre les sexes, dans laquelle il a souligné leur défaillance avec l'exclusion d'une étude de l'intelligence au Mexique, qui représentait près de 45 % des données. Il soutient que si elle n'avait pas été exclue, aucune différence sur le sexe n'aurait été trouvée.
En 2019, David Arribas-Aguila et al. réexaminent la théorie du développement de Richard Lynn. Les résultats rapportés par Lynn sont cohérents, selon eux, avec la théorie, mais les problèmes de mesure de base n'ont pas été résolus. Ils examinent dans une étude 10 335 individus (4 992 garçons et 5 343 filles) dans une tranche d'âge de 12 à 18 ans, selon des tests intitulés TEA Ability Battery (BAT-7). Les résultats observés sont en accord avec la théorie du développement : il existe des différences nulles entre les sexes à 12 ans, mais il y a une différence moyenne en faveur des garçons équivalente à 5 points de QI à 18 ans. Cependant, cela ne prouve en rien l'idée essentielle dans cette théorie de causes génétiques, surtout sachant que l'adolescence est une période de socialisation genrée intense.

### Autres
Lynn s'est intéressé aux travaux de Francis Galton, polymathe pionnier de la psychologie comparée.
En 2012 il publie dans la revue scientifique Personality and Individual Differences une étude sur la taille moyenne des pénis selon les nationalités, qui confirme selon lui les théories sur « les différences raciales sur la longueur du pénis », les africains ayant la plus grosse moyenne, les asiatiques la plus petite, les européens se situant au milieu. Cette étude est critiquée par le professeur Jelte Wicherts, de l'Université de Tilburg qui dénonce un manque de méthodologie, les données ayant été recueillies sur des sites webs dans 113 pays.
En 2015, il publie une étude dans la revue Intelligence montrant une baisse de 4 points du quotient intellectuel en France entre 1999 et 2009. L'étude est commentée dans de nombreux journaux. L'interprétation de ces résultats est sujet à débat entre les spécialistes. Alors que Edward Dutton et Lynn mettent en avant des causes génétiques comme facteur explicatif de cette baisse du QI (notamment le fait que les personnes avec un QI élevé feraient moins d'enfants que ceux avec un QI plus faible), d'autres chercheurs expliquent ces résultats par des facteurs environnementaux, en particulier l'exposition aux perturbateurs endocriniens qui impacterait le développement du cerveau en agissant sur les hormones thyroïdiennes ainsi que d'autres raisons d'ordre éducatif et statistique.

## Eugénisme et dysgénisme
Lynn a publié deux livres, Dysgenics (1996) et Eugenics (2001), et plusieurs articles soutenant la présence de la fertilité dysgénique pour l'intelligence et le caractère moral. Son livre Dysgenics avance que les populations modernes se seraient détériorées génétiquement depuis 1880 environ en ce qui concerne la santé, l'intelligence et le caractère moral. Il attribue cette détérioration génétique supposée aux améliorations de la santé publique et de la médecine, qui ont sauvé la vie de nombreuses personnes qui auparavant n'auraient pas survécu,.
Il soutient des positions eugénistes,. Richard Lynn fait la différence entre un eugénisme nationaliste qui implique des politiques consacrées uniquement aux membres d'un État-nation et un « eugénisme universaliste » qui se consacre à l'espèce humaine dans son intégralité dans lequel il se reconnaît.

## Prises de position et controverses académiques
Il est l'un des 52 universitaires signataires de la tribune Mainstream Science on Intelligence, publiée dans le Wall Street Journal le 13 décembre 1994 défendant les thèses du best-seller The Bell Curve écrit par le psychologue Richard J. Herrnstein et le politologue Charles Murray comparant race et intelligence.
Les recherches de Lynn concernant les différences raciales et nationales en matière d'intelligence sont controversées. En avril 2018, l'Université d'Ulster lui retire le titre de professeur émérite. En février, le syndicat des étudiants de l'université avait appelé l'université à mettre fin à son association avec le professeur de psychologie. Le syndicat a adopté une motion alléguant que le professeur Lynn défendait des points de vue « de nature raciste et sexiste ».
La revue Psych lui a donné la parole en 2019 dans le cadre d'un numéro spécial sur les « races et l'intelligence » dans lequel il revient sur 60 ans de recherches personnelles.

## Racisme et positions en faveur du suprémacisme blanc
Richard Lynn se présente lui-même comme un “scientific racist”. Le Southern Poverty Law Center (SPLC) le décrit comme un suprémaciste blanc, s'appuyant sur plusieurs de ses déclarations. Par exemple, en 2011, dans un entretien accordé à l'éditeur proche du mouvement néo-nazi Alex Kurtagic (en), Lynn déclare « Je suis profondément pessimiste quant à l’avenir des peuples européens, car une immigration massive des peuples du tiers monde les amènera à devenir majoritaires aux États-Unis et en Europe occidentale au cours de notre siècle. Je pense que cela signifiera la destruction de la civilisation européenne dans ces pays ». En 1995, Le Fairness and Accuracy in Reporting (en) (FAIR) avait rapporté d'autres propos de Lynn : « Ce qui est appelé à advenir, ce n'est pas un génocide, c'est-à-dire le massacre des populations de cultures inaptes. Mais nous devons penser de manière réaliste l'« élimination progressive » de tels peuples… le progrès de l'évolution signifie l'extinction des moins compétents. Penser le contraire n'est que de la sentimentalité. »
Le SPLC cite d'autres propos de Lynn, issus d'un entretien pour le média conservateur britannique Right NOW! : « Je pense que la seule solution réside dans l'éclatement des États-Unis. Les Noirs et les Hispaniques sont concentrés dans le Sud-Ouest, le Sud-Est et l'Est, mais le Nord-Ouest et l'Extrême-Nord-Est, le Maine, le Vermont et le nord de l'État de New York sont largement dominés par les Blancs. Je crois que ces États à majorité blanche devraient déclarer leur indépendance et se séparer de l'Union. Ils appliqueraient alors des contrôles stricts aux frontières et fourniraient un minimum d'assistance sociale, qui serait limité aux citoyens. Si cela était fait, la civilisation blanche survivrait dans cette poignée d'États. »
Le SPLC déclare à son sujet : « Depuis les années 1970, Richard Lynn travaille sans relâche pour placer la race, les gènes et le QI au centre des discussions sur les inégalités. Au travers de ses propres écrits et de ceux publiés par son institut Ulster pour la recherche sociale, situé en Irlande du Nord, Lynn affirme que les membres de différentes races et nations possèdent des différences innées en matière d'intelligence et de comportement, et qu'elles sont responsables de tout, du taux d'incarcération des Noirs américains à la pauvreté des pays en développement. Lynn est également un nationaliste ethnique qui croit que les pays doivent « rester homogènes sur le plan racial » pour prospérer. » Le centre a également déclaré que « Lynn utilise son autorité en tant que professeur émérite de psychologie à l'Université d'Ulster pour plaider en faveur de l'infériorité génétique des personnes non blanches ».
Par ailleurs, Lynn intervient fréquemment lors de conférences organisées par la publication suprémaciste blanche American Renaissance,.

## Ouvrages
- Sex Differences in Intelligence, Arktos, 2021
- Memoirs of a Dissident Psychologist, Ulster Institute for Social Research, 2020
- Race Differences in Psychopathic Personality: An Evolutionary Analysis, Washington Summit Publishers, 2019  (ISBN 978-1-5936-8062-6).
- The Intelligence of Nations (coécrit avec David Becker), Ulster Institute for Social Research, 2019.
- Intelligence: A Unifying Construct for the Social Sciences (coécrit avec Tatu Vanhanen), Ulster Institute for Social Research, 2012.
- The Chosen People: A Study of Jewish Intelligence and Achievement, Washington Summit Publishers, 2011.
- The Global Bell Curve: Race, IQ, and Inequality Worldwide (2008).
- Race Differences in Intelligence: An Evolutionary Analysis (2006).
- IQ and Global Inequality (en) (coécrit avec Tatu Vanhanen) (2006).
- IQ and the Wealth of Nations (coécrit avec Tatu Vanhanen) (2002).
- Eugenics: A Reassessment (Human Evolution, Behavior, and Intelligence) (2001).
- The Science of Human Diversity: A History of the Pioneer Fund (2001).
- Dysgenics: Genetic Deterioration in Modern Populations (Human Evolution, Behavior, and Intelligence) (1996).
- The Secret of the Miracle Economy: Different National Attitudes to Competitiveness and Money (1991).
- Educational Achievement in Japan: Lessons for the West (1988).
- Dimensions of Personality: Papers in Honour of H. J. Eysenck (1981).
- Personality and National Character (International series of monographs in experimental psychology, v. 12) (1971).
- Introduction to the Study of Personality (Basic Books in Education) (1971).
- The Entrepreneur: Eight Case Studies (1974).
- Attention, Arousal and the Orientation Reaction, éd. par Hans Eysenck, Oxford-New York, Pergamon, coll. International Series of Monographs in Experimental Psychology, 1966.

### Traductions en français
- Mémoires d'un psychologue dissident (Memoirs of a Dissident Psychologist, 2020), Alba Leone, 2024.